# 坂本フジヱ
坂本 フジヱ（さかもと ふじえ、1924年1月13日 - 2021年2月12日 ) は、日本の助産師である。和歌山県日高郡清川村（後のみなべ町清川）出身。

## 概要
1945年より助産師として従事。取り上げた子どもの数は4000人近い。
戦後直前までに、大阪で看護婦、助産婦、保健婦の免許を次々と取得。戦後、両親の郷里である和歌山県の上芳養村（現田辺市）に戻り、村役場で国民健康保険を普及させる保健婦になった。その仕事と並行して助産婦も開業、これが天職になった。
1999年4月27日には黄綬褒章を受章している。
2021年2月12日死去。97歳没。

## 著書
- 大丈夫やで〜ばあちゃん助産師（せんせい）のお産と育児のはなし〜（2011年、株式会社産業編集センター、ISBN 978-4863110571）

＊大丈夫やで２〜ばあちゃん助産師(せんせい)の産後と育児のはなし〜(2013年、株式会社産業編集センター、ISBN 978-4-86311-082-3)

## メディア出演

### テレビ
- オーラの泉（テレビ朝日）
- あさイチ（NHK総合テレビ）
- 情熱大陸（毎日放送）

### 新聞
- 読売新聞「長寿革命 暮らしの流儀4」
- 朝日新聞「生命の誕生いつも感動」